# Açor-da-nova-bretanha
Açor-da-nova-bretanha (Accipiter princeps) é uma espécie de ave de rapina da família Accipitridae.
É endémica da Papua-Nova Guiné.
Os seus habitats naturais são: florestas subtropicais ou tropicais húmidas de baixa altitude e regiões subtropicais ou tropicais húmidas de alta altitude.
Está ameaçada por perda de habitat.